# ROH世界TV王座
ROH世界TV王座（ROH World Television Championship）は、ROHが管理、認定している王座。

## 歴史
2010年1月20日、ROH公式サイトで創設を発表。3月5日、テレビ番組「Ring of Honor Wrestling」で行われた初代王座決定トーナメントに優勝したエディ・エドワーズが初代王者になった。

## 歴代王者
| 歴代              | 選手                           | 戴冠回数 | 獲得日付       | 獲得場所                               |
| ----------------- | ------------------------------ | -------- | -------------- | -------------------------------------- |
| 初代              | エディ・エドワーズ             | 1        | 2010年3月5日   | ペンシルベニア州フィラデルフィア       |
| 第2代             | クリストファー・ダニエルズ     | 1        | 2010年12月10日 | ケンタッキー州ルイビル                 |
| 第3代             | エル・ジェネリコ               | 1        | 2011年6月26日  | ニューヨーク州ニューヨーク             |
| 第4代             | ジェイ・リーサル               | 1        | 2011年8月13日  | イリノイ州シカゴリッジ                 |
| 第5代             | ロデリック・ストロング         | 1        | 2012年3月31日  | フロリダ州フォートローダーデール       |
| 第6代             | アダム・コール                 | 1        | 2012年6月29日  | メリーランド州ボルチモア               |
| 第7代             | マット・ターバン               | 1        | 2013年3月2日   | イリノイ州シカゴリッジ                 |
| 第8代             | トーマソ・シャンパ             | 1        | 2013年12月14日 | ニューヨーク州ニューヨーク             |
| 第9代             | ジェイ・リーサル               | 2        | 2014年4月4日   | ルイジアナ州ウェストウィーゴ           |
| 第10代            | ロデリック・ストロング         | 2        | 2015年10月23日 | ミシガン州カラマズー                   |
| 第11代            | 石井智宏                       | 1        | 2016年2月19日  | 後楽園ホール                           |
| 第12代            | ボビー・フィッシュ             | 1        | 2016年5月8日   | イリノイ州シカゴリッジ                 |
| 第13代            | ウィル・オスプレイ             | 1        | 2016年11月18日 | イギリス・マージーサイド州リヴァプール |
| 第14代            | マーティ・スカル               | 1        | 2016年11月20日 | イギリス・ロンドン                     |
| 第15代            | KUSHIDA                        | 1        | 2017年5月14日  | ペンシルベニア州フィラデルフィア       |
| 第16代            | ケニー・キング                 | 1        | 2017年9月22日  | ネバダ州ラスベガス                     |
| 第17代            | サイラス・ヤング               | 1        | 2017年12月15日 | ニューヨーク州ニューヨーク             |
| 第18代            | ケニー・キング                 | 2        | 2018年2月10日  | ジョージア州アトランタ                 |
| 第19代            | サイラス・ヤング               | 2        | 2018年4月7日   | ルイジアナ州ニューオーリンズ           |
| 第20代            | パニッシュメント・マルティネス | 1        | 2018年6月16日  | テキサス州ダラス                       |
| 第21代            | ジェフ・コブ                   | 1        | 2018年9月29日  | ネバダ州ラスベガス                     |
| 第22代            | シェーン・テイラー             | 1        | 2019年5月9日   | カナダ・オンタリオ州トロント           |
| 第23代            | ドラゴン・リー（2代目）        | 1        | 2019年12月13日 | メリーランド州ボルチモア               |
| 第24代            | トレイシー・ウィリアムス       | 1        | 2021年3月26日  | メリーランド州ボルチモア               |
| 第25代            | トニー・デッペン               | 1        | 2021年5月1日   | メリーランド州ボルチモア               |
| 第26代            | ドラゴン・リー（2代目）        | 2        | 2021年7月11日  | メリーランド州ボルチモア               |
| 第27代            | ダルトン・キャッスル           | 1        | 2021年11月21日 | メリーランド州ボルチモア               |
| 第28代            | レット・タイタス               | 1        | 2021年12月11日 | メリーランド州ボルチモア               |
| 第29代            | 鈴木みのる                     | 1        | 2022年4月1日   | テキサス州ガーランド                   |
| 第30代            | サモア・ジョー                 | 1        | 2022年4月13日  | ルイジアナ州ニューオーリンズ           |
| 2023年11月8日返上 |                                |          |                |                                        |
| 第31代            | カイル・フレッチャー           | 1        | 2023年12月15日 | テキサス州ガーランド                   |
| 第32代            | アトランティス・ジュニア       | 1        | 2024年6月28日  | メキシコ・メキシコシティ               |
| 第33代            | ブライアン・ケイジ             | 1        | 2024年10月12日 | ワシントン州タコマ                     |
| 第34代            | コマンダー                     | 1        | 2024年12月20日 | ニューヨーク州ニューヨーク             |